# Archipel de Ross
Pour les articles homonymes, voir Ross.
L'archipel de Ross est un groupe d'îles qui, avec la barrière de glace Ross entre eux, forme les extrêmes est et sud du détroit de McMurdo. L'île la plus au nord est Beaufort, suivi de Ross, les îles Dellbridge, et enfin les îles Black et White. L'archipel fait partie de la dépendance de Ross, un territoire revendiqué par la Nouvelle-Zélande.
Le rapport de Frank Debenham, The Physiography of the Ross Archipelago, publié en 1923, décrit Brown Island en tant que partie de l'archipel. En réalité, c'est la péninsule Brown.
Dans le film Pirates des Caraïbes : La Fontaine de Jouvence sorti en 2011, le capitaine Jack Sparrow affronte le capitaine Barbe Noire sur l'île de Ross.